# PrimeEnergy Cleantech
PrimeEnergy Cleantech (PrimeEnergy Cleantech SA) était une entreprise suisse de production d'énergie renouvelable, principalement en énergie solaire photovoltaïque. Le groupe exploite une centaine de centrales solaires photovoltaïques en Suisse et en  Europe depuis le 23 décembre 2005. La société est aujourd'hui en faillite.

## Activité
L'entreprise construit et exploite des centrales solaires photovoltaïques en Suisse et en Allemagne.
Elle ouvre aussi aux particuliers l'investissement dans des centrales solaires.